# Tour de l'horloge de Draguignan
Pour les articles homonymes, voir Tour de l'Horloge.
La tour de l'horloge de Draguignan est une tour qui domine la vieille ville de Draguignan et qui en est son principal symbole culturel et touristique.

## Images

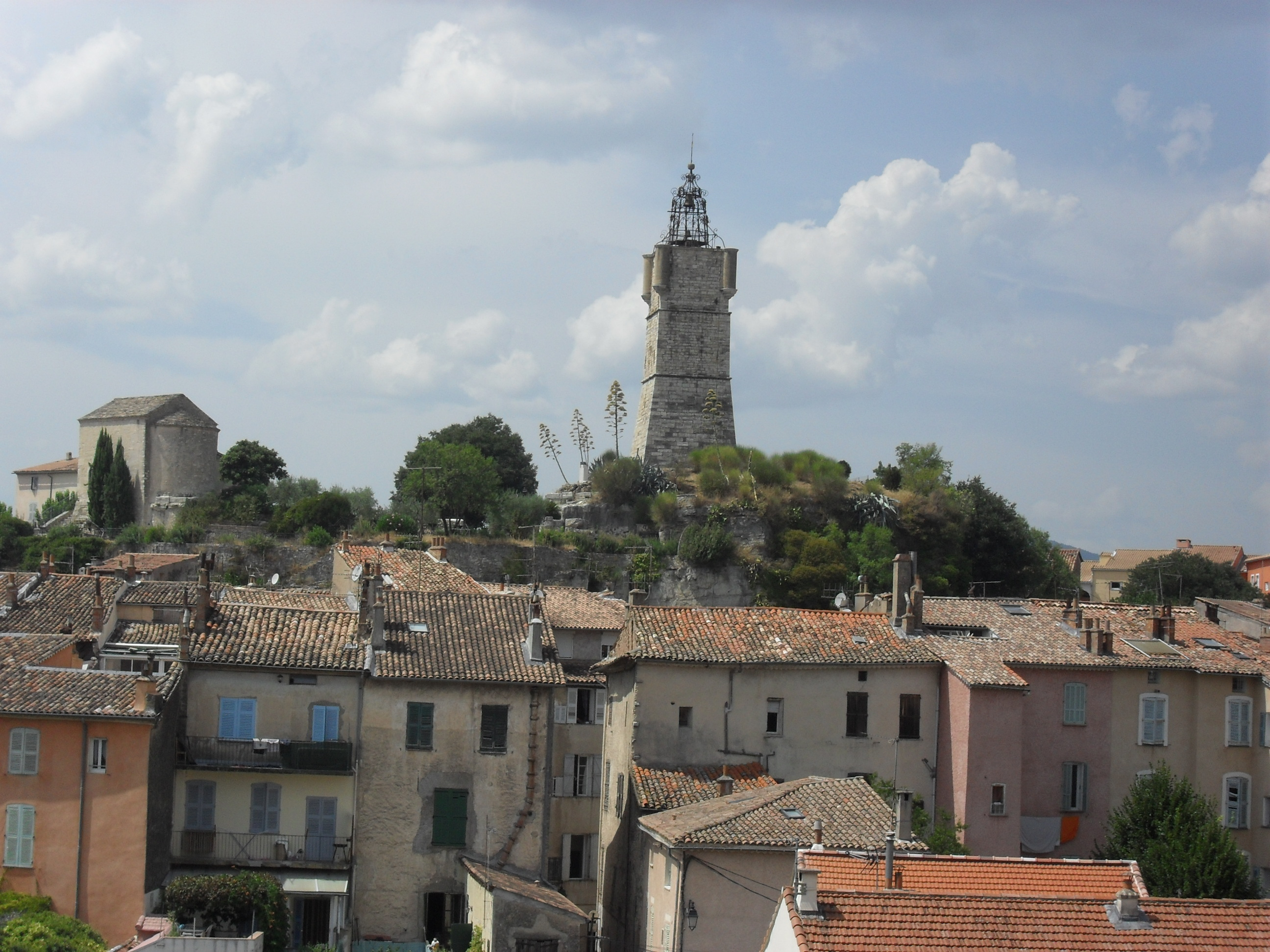
Tour de l'Horloge vue depuis le bd des Remparts.
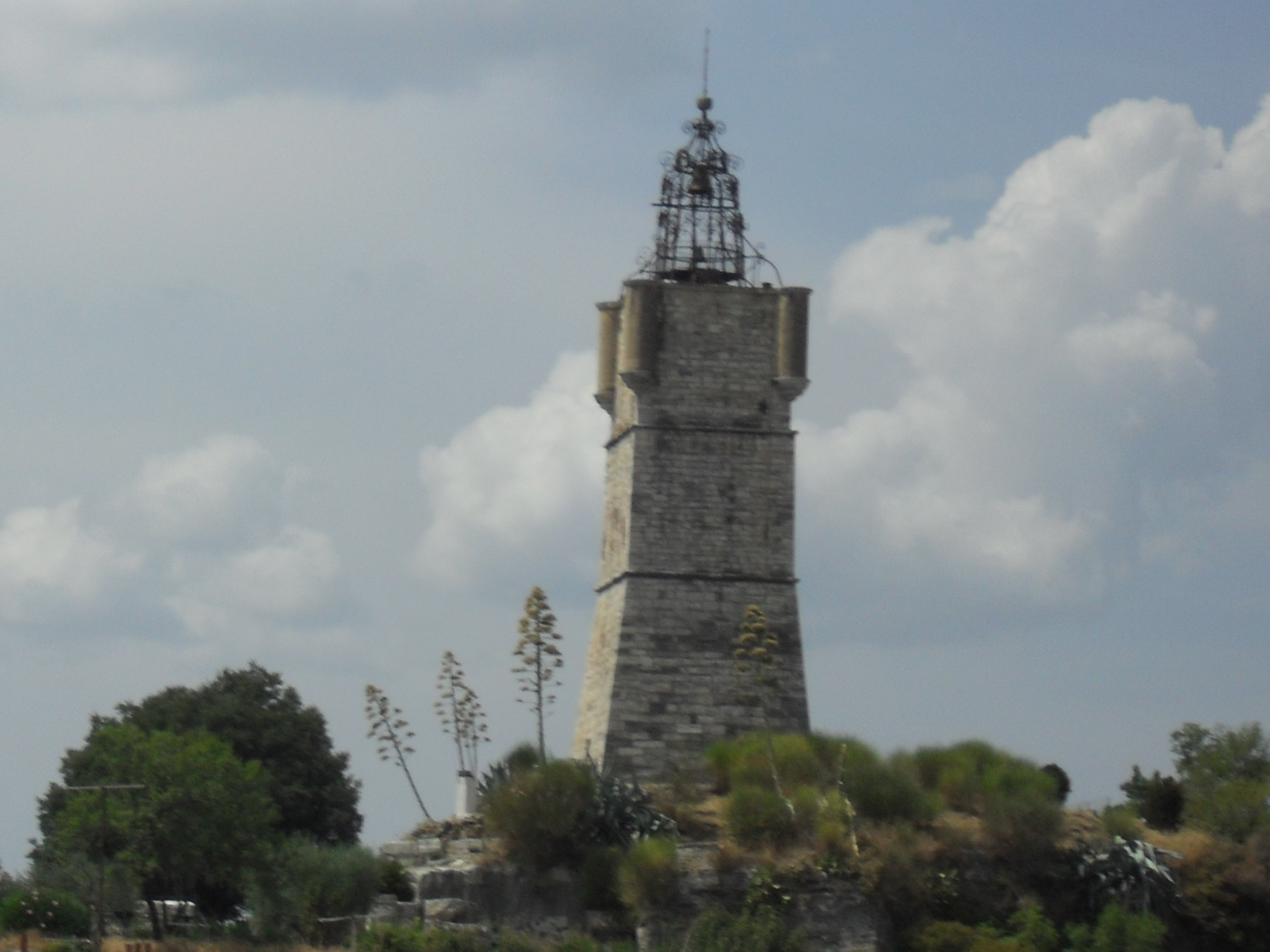
Autre vue depuis le bd des Remparts.
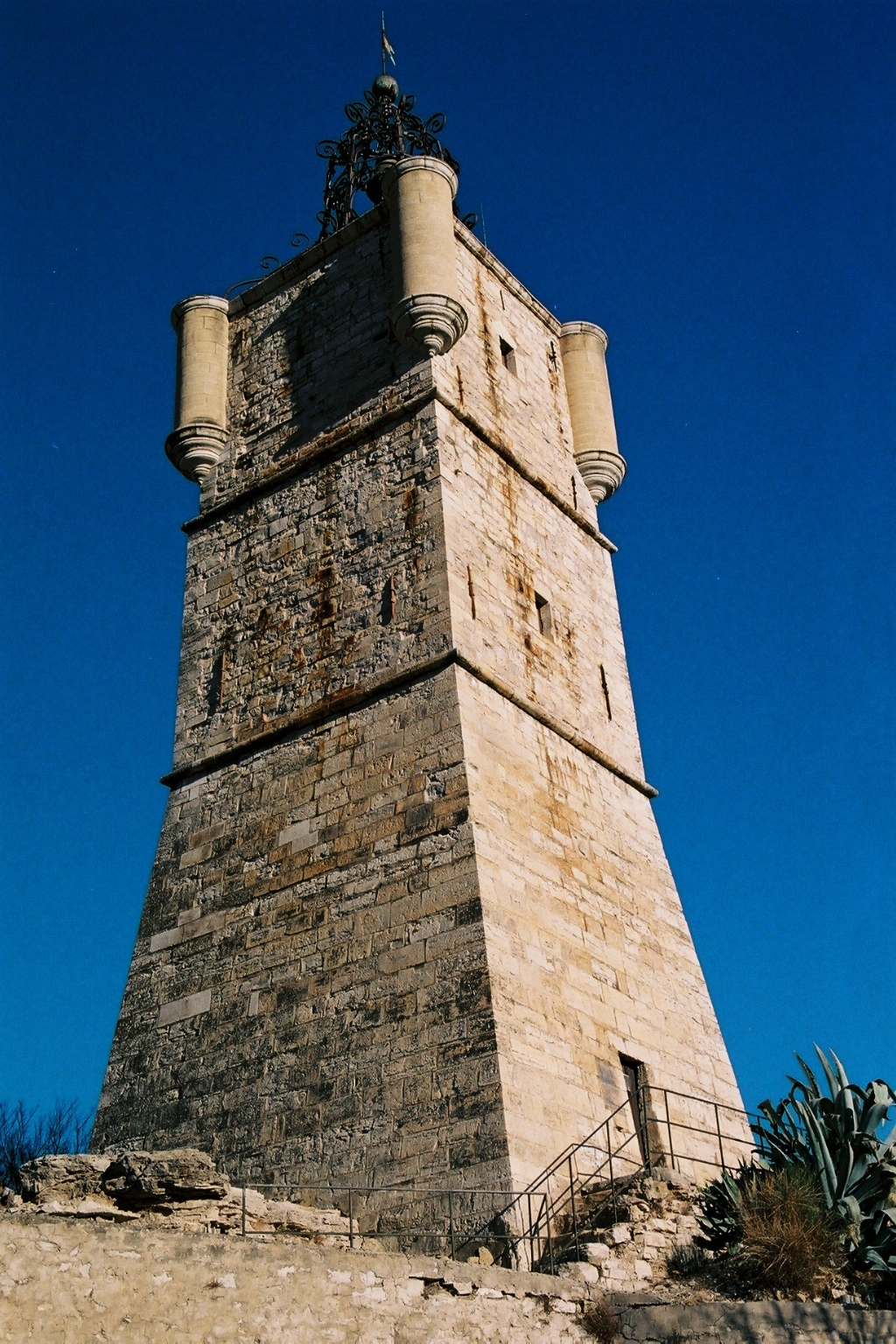
Tour de l'horloge en hiver.

## Description
La Tour de l'horloge est un bâtiment haut de 18 mètres, auquel se rajoute son campanile en fer forgé (hauteur totale de 24 mètres).
Elle est inscrite à l'inventaire des monuments historiques.
Sa base est carrée ; elle se compose d'un rez-de-chaussée et de deux étages dont le dernier dispose de tourelles à chacun de ses angles.
À ses pieds se trouve le « théâtre de verdure », où des spectacles sont proposés en été.

## Histoire

### La première tour (XIe/XIIIesiècles)
Sur la butte de Draguignan se dressait au XIe siècle une forteresse qui protégeait l'agglomération. En effet cette butte offrait un emplacement idéal pour recevoir une forteresse,  mentionnée pour la première fois dans une charte en date du 18 mai 1104.  On y lit que l'église Saint-Étienne (ancêtre de l'église Saint-Michel) est placée sous la sauvegarde du village fortifié, « sub castello » . Ce petit château aurait été, selon Mireur, hérissé de créneaux et de machicoulis, bordé de fossés et vraisemblablement appartenant au comte de Provence.
Dans le premier tiers du XIIIe siècle, un vent de révolte ayant soufflé sur la Provence afin d'obtenir plus d'indépendance pour les communes à l'égard du pouvoir seigneurial, Raymond Bérenger y mit fin en ruinant les diverses forteresses de la région, dont celle de Draguignan.

### La deuxième Tour (XIIIe/XVesiècles)
Sur les fondations de la première tour, Romée de Villeneuve, le sage conseiller du comte de Provence, fit construire en 1235, à l'extrémité nord de la butte, face aux moulins à huile, un donjon haut de 24 m avec créneaux, machicoulis, fossés et Pont-levis. On l'appela la « Tour royale » puis, à partir du règne de la reine Jeanne Ire de Naples, la « Tour Madame ».
Elle conserva cette appellation jusqu'en 1414, date à laquelle le conseil de ville écrit au Prince que cette tour tombe en ruine.
Elle ne disparaît qu'un siècle après, en 1509, sous la pioche des démolisseurs.

### La troisième Tour (XVIe/XVIIesiècles)
Depuis 1413 avait été érigée sur la butte une autre tour destinée à recevoir la première horloge publique que connut la ville. En 1509, alors que la tour principale est démolie, cette tour est exhaussée de 2 m, outre 1,25 m de machicoulis. Des créneaux la couronnent, les pierres servant à ces travaux provenant de la démolition de la Tour Madame.
Gaspard GARREL fondeur lorguais a réalisé la cloche de la Tour de l'Horloge 
Cette nouvelle tour, appelée alors « Tour de l'horloge » demeure érigée jusqu'en 1659.
À cette date a lieu le conflit opposant les « Sabreurs » (aristocrates partisans du pouvoir royal) aux « Canivets » (bourgeois partisans des parlementaires). Ce conflit entraîne de graves troubles dans la région et notamment à Draguignan ; il amène le Parlement d'Aix-en-Provence, le 14 août 1659, à exiler le siège de la sénéchaussée à Lorgues et la destruction de la Tour de la porte Saint François.

### La quatrième Tour (depuis 1661)
La démolition de la Tour commence dès le 29 août 1659. Ce jour-là, sur le registre des sépultures tenu à la Collégiale Saint Michel, le prêtre indique sur son semainier : « l'horloge destruit ».
En février 1660, Louis XIV vient en Provence et, s'il accorde la grâce des prisonniers d'Aix, la refuse aux prisonniers dracénois.  Il refuse aussi que des élections aient lieu et nomme Raphaël Aymar premier consul de la ville.
Ce dernier, après diverses démarches auprès des conseillers du roi, obtient de ce dernier, en octobre 1660, qu'il revienne sur sa décision rigoureuse.
Par lettres patentes, le roi déclare : 
« Nous avons résolu d'user abondamment de notre clémence (...) et d'écouter les très humbles supplications qui nous ont été faites par lesdits habitants. Nous voulons et ordonnons de nos mêmes grâces et autorités, que les officiers dudit siège de justice transféré à Lorgues soient rétablis à Draguignan pour y continuer leurs fonctions et exercices (...) ; permettant aux habitants de faire rebâtir la tour de l'horloge et la porte de Saint François. »
Le 10 juin 1661, le conseil communal, présidé par Raphaël Aymar, passe un marché à forfait avec Guillaume Mouretti, maçon d'origine italienne. Ce dernier s'engage à reconstruire la Tour et réparer la porte Saint François pour la somme de 3 260 livres.
Le campanile en fer forgé qui chapeaute la Tour est réalisé en 1723 par un ferronnier de Bargemon, payé à hauteur de 15 livres par quintal de fer employé (le dessin ayant été demandé à Laurent Millaud, serrurier à Lorgues). On conserve la grosse cloche de la précédente tour, fondue en 1569 et pesant 600 kg et on en ajoute une plus petite d'un poids de 100 kg.
La tour est inscrite au titre des monuments historiques en 1926.

## Visite touristique
- La visite n'est possible que du 1er juin au 30 septembre.

- Entrée gratuite.

- Horaires : voir office du tourisme de Draguignan (cliquer ici ou là).

### Sources
- Pierre Jean Gayrard, « Draguignan ». Le temps retrouvé, Equinoxe, 1997.
- Raymond Boyer, Pierre Gayrard, Régis Fabre, Draguignan, 2000 ans d'histoire, éditions de l'Aube, 2001  (ISBN 2876786176).
- Frédéric Mireur, « Les rues de Draguignan et leurs maisons historiques », 1920-1931, réédition Le Livre d'Histoire, 2005.
- Raoul Bérenguier, « Draguignan : ses personnalités, ses rues », 1989, imprimerie Bonnaud (Draguignan).
- Alain Marcel, "Lorgues et ses fondeurs de cloches" . Lorgues le temps retrouvé, Equinoxe , 2017. P130-131.